# ヒメスズムシソウ
ヒメスズムシソウ（姫鈴虫草、学名：Liparis nikkoensis）は、ラン科クモキリソウ属の地生の多年草。

## 特徴
小型の地生ラン。偽鱗茎は卵円形で長さ4-7mm、径3-6mm、新鮮な鱗茎に覆われている。葉は茎の基部に2個が相対してつき、葉身は披針形で、長さ15-20mm、幅7-10mm、先はやや鈍頭、縁は全縁、基部は徐々に細くなって鎌形に内巻き、葉の表面の葉脈は目立たない。
花期は6-7月。葉の基部の中心から高さ3-6cmになる花茎を伸ばし、上部に3-4個の花をつける。苞は長さ1.5mmになる卵形で先はとがる。花柄子房はねじれ、長さ3-4mmになる。背萼片および側萼片は披針形で、長さ5mm、淡黄緑色。側花弁は糸状で、長さ3mm、後方に巻き、垂れ下がる。唇弁は倒卵形で、長さ4mm、暗紫色で縦に黒紫色の7脈があり、縁は全縁で先に微細な突起がある。唇弁の先端はしだいにとがり、上部はくぼんで、中部でやや内巻きになる。蕊柱は内側に湾曲し、黄色。葯は卵形になる。

## 分布と生育環境
日本固有種。本州の東北地方（岩手県）、関東地方（栃木県）および中部地方（山梨県および長野県）の限られた地域に分布し、亜高山帯から高山帯の草地や林縁に生育する。

## 名前の由来
和名はヒメスズムシソウ、漢字表記は「姫鈴虫草」、学名、和名とも中井猛之進 (1931) による命名である。「姫」とされるくらい小さく、中井 (1931) によると、高さは35-38mm、分類表内の個体の高さはヒトの人差し指の長さ（約7cm）であり、この写真はほぼ実物大である。
種小名（種形容語）nikkoensis は、タイプ標本の採集地の「日光」による。

## 種の保全状況評価
絶滅危惧IA類 (CR)（環境省レッドリスト）
（2019年、環境省）

- 岩手県（2020年）Aランク
- 栃木県（2018年）絶滅危惧II類
- 山梨県（2018年）絶滅危惧種IA類(CR)
- 長野県（2014年）絶滅危惧種IA類(CR)

2020年2月には、絶滅のおそれのある野生動植物の種の保存に関する法律（平成4年法律第75号）による国内希少野生動植物種に指定された。環境大臣の許可を受けて学術研究等の目的で採取等をしようとする場合以外は、採取、損傷等は禁止されている。同年1月、山梨県では、山梨県希少野生動植物種の保護に関する条例の規定による指定希少野生動植物種および特定希少野生動植物種に指定された。

## 分類
K.Inoue (2016) は、本種をジガバチソウ Liparis krameri Franch. et Sav. (1878) の変種とし、Liparis krameri Franch. et Sav. var. nikkoensis (Nakai) K.Inoue (2016)に組み替えた。YList ではこれを標準名としている。本種は、ジガバチソウと比べて非常に小型であるが、亜高山帯の風衝草原に適応したものという。
また、本種は、本州の東北地方から九州に分布し、冷温帯の落葉広葉樹の幹に着生するクモイジガバチ Liparis truncate F.Maek. ex T.Hashim. (1987)（絶滅危惧IA類(CR)）に似る。同種は、唇弁が幅広く倒三角形から倒心形になり、唇弁先端中央部で強く巻き込むが、本種の唇弁は倒卵形で先端がほとんど巻き込まい点で異なるうえ、本種の唇弁の先には微細な突起がある点も異なる。さらに、クモイジガバチは樹上に着生するのに対し、本種は地生するなど、生態も異なっている。

## ギャラリー

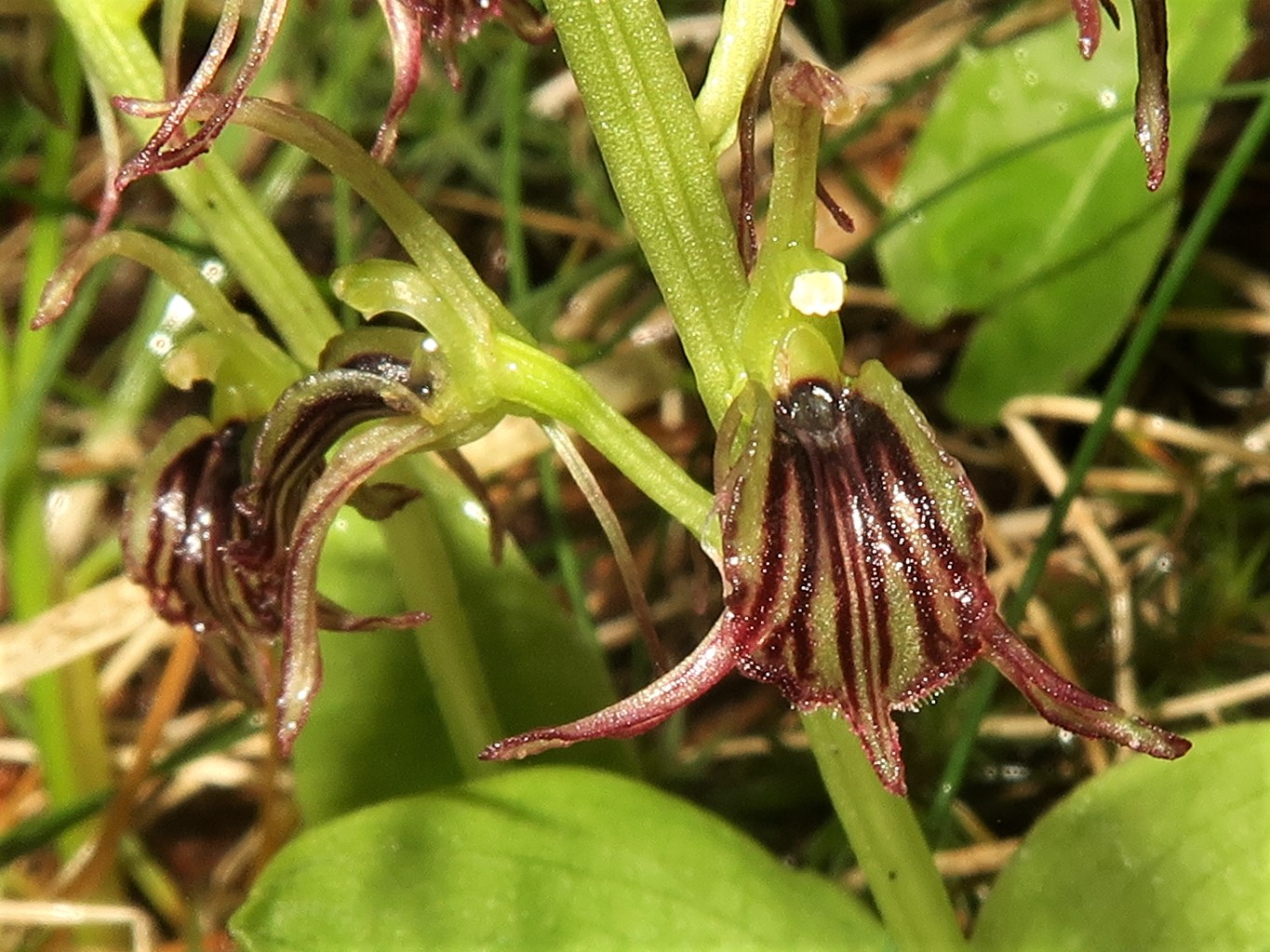
唇弁は倒卵形、暗紫色で縦に黒紫色の7脈があり、縁は全縁で先に微細な突起がある。唇弁の先端はしだいにとがる。
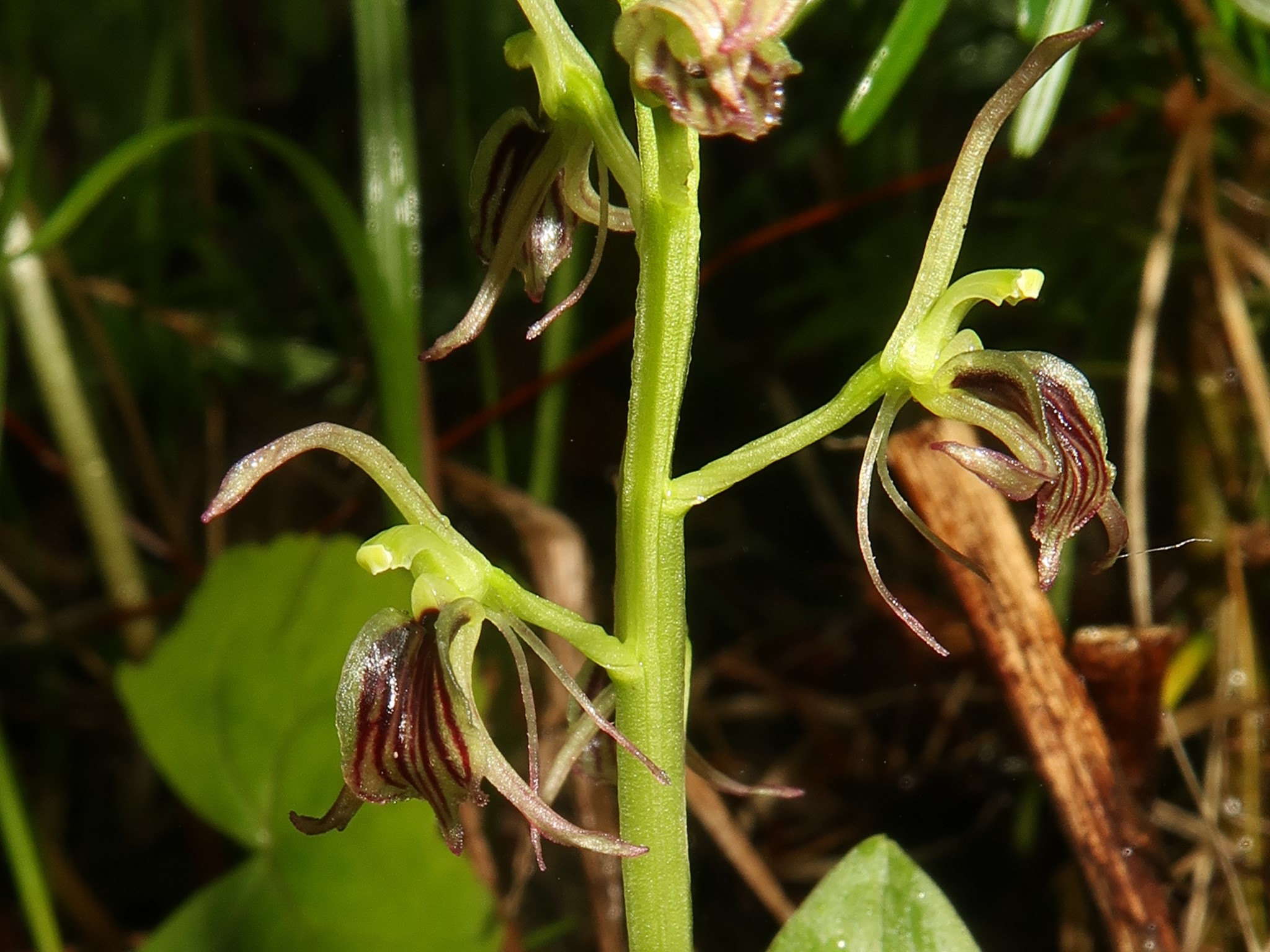
背萼片および側萼片は披針形で、淡黄緑色。側花弁は糸状で、後方に巻き、垂れ下がる。
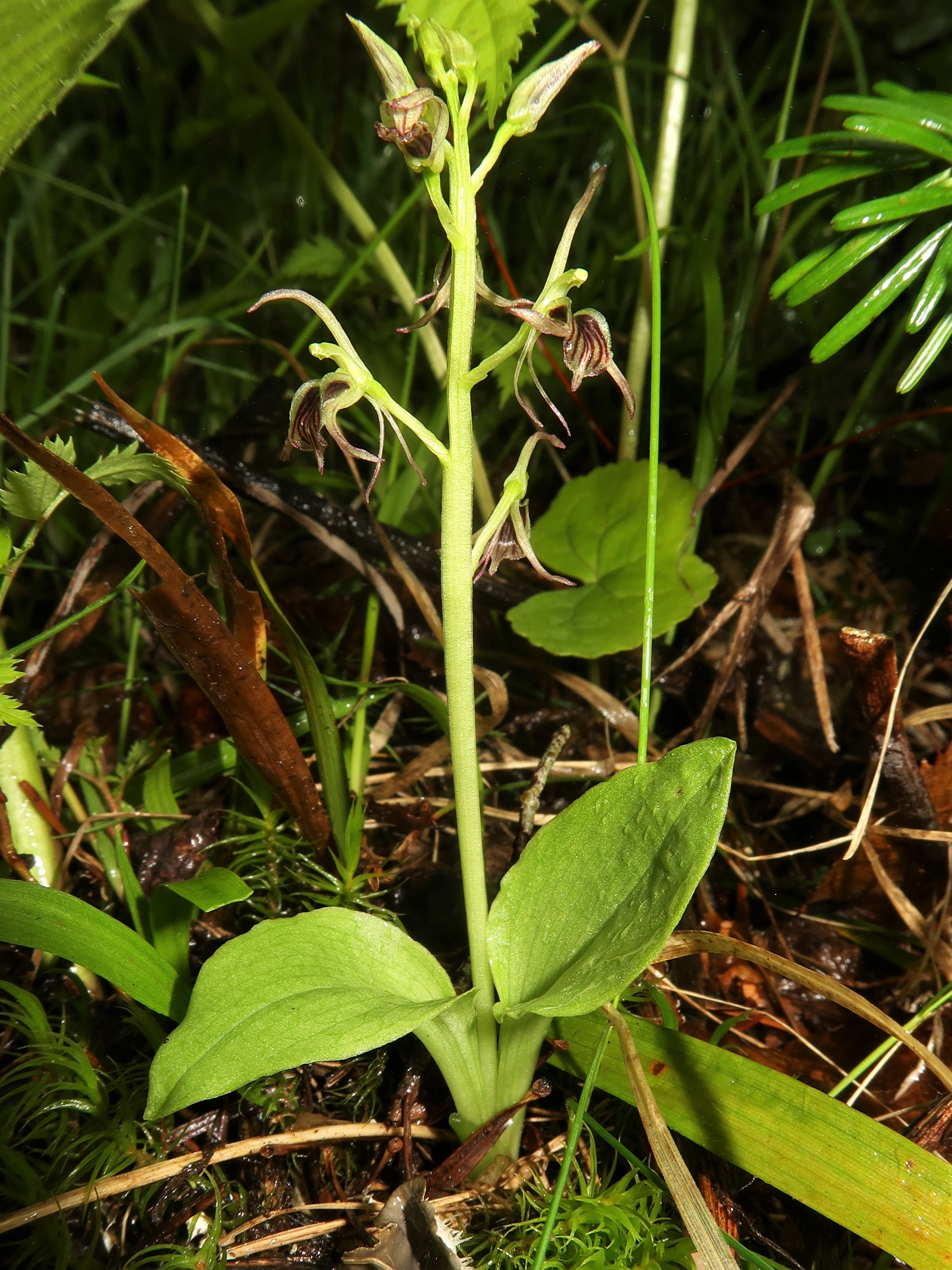
葉は茎の基部に2個が相対してつき、葉身は披針形で、先はやや鈍頭、縁は全縁、基部は徐々に細くなって鎌形に内巻く。
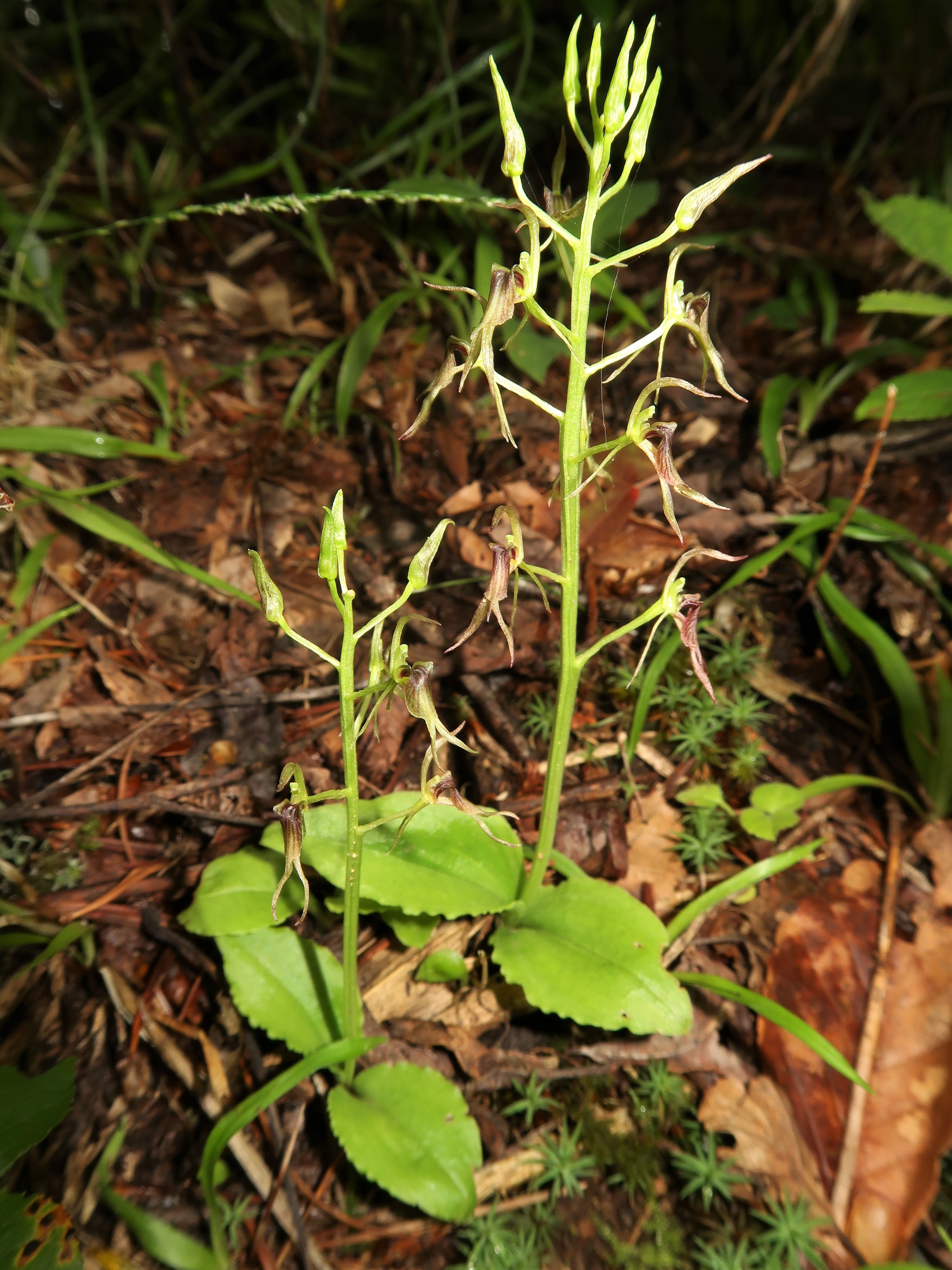
分類上の基本種とされるジガバチソウ。